# Liste von Zeichnern und Autoren der Disneycomics
Die Liste von Zeichnern und Autoren der Disneycomics soll einen Überblick über die bekanntesten Zeichner und Autoren der Disneycomics verschaffen.
Im Laufe mehrerer Jahrzehnte zeichneten Hunderte von Künstlern Comics oder Filme mit den in den Disney-Studios erfundenen Figuren wie Micky Maus (Mickey Mouse) oder Donald Duck. Für die Comics wurden im Laufe der Zeit weitere Charaktere wie Dagobert Duck (Uncle Scrooge) geschaffen, die teilweise nie oder erst Jahrzehnte später auch in den Zeichentrickfilmen verwendet wurden.
Die meisten Zeichner haben nicht direkt für die Walt Disney Company (Firmensitz USA) gearbeitet, sondern für verschiedene Verlage, die lediglich Disney-Lizenzen haben und eigene Comics produzieren; als wichtigste sind hier zu nennen: Egmont für Skandinavien (dazu die zugehörige deutsche Unterabteilung Ehapa), Mondadori (1935–1988), Disney Italia (1988–2013) und Panini (seit 2013) für Italien, sowie für die USA Western Publishing (1940–1980), Gladstone Publishing (1986–1998), Disney Comics (1990–1993), Gemstone Publishing (2003–2008) und Boom! Comics (seit 2009).

## A
- Håkon Aasnes
- Maximino Tortajada Aguilar
- Peter Alvarado
- Maurizio Amendola
- Flemming Andersen
- Vincenzo Arcuri
- Mike Arens
- Massimo Asaro
- Franco Asteriti
- Sergio Asteriti

## B
- Emmanuele Baccinelli
- Bancells
- Graziano Barbaro
- Alessandro Barbucci
- Emanuele Barison
- Carl Barks
- Danilo Barozzi
- Santiago Barreira
- José Ramon Bernadó
- Federico Bertolucci
- Jose Cardona Blasi
- Beatriz Bolster
- Luca Bonardi
- Giorgio Bordini
- Luciano Bottaro
- John Morin Bradbury
- Daniel Branca
- Carl Buettner
- Mariano Baggio
- Diego Bernardo

## C
- Giovan Battista Carpi
- Andrea Castellan (Casty)
- Silvio Camboni
- Luciano Capitanio
- Giorgio Cavazzano
- Ken Champin
- Giulio Chierchini
- Alessio Coppola

## D
- David
- Phil De Lara
- Massimo De Vita
- Pier Lorenzo De Vita
- Salvatore Deiana
- Francesco D’Ippolito
- Giorgio Di Vita
- Sandro Dossi

## E
- Harvey Eisenberg
- Fabian Erlinghäuser

## F
- Massimo Fecchi
- César Ferioli
- Andrea Ferraris
- Andrea Freccero
- Enrico Faccini
- José Colomer Fonts

## G
- Wanda Gattino
- Luciano Gatto
- Marco Gervasio
- Alessandro Gottardo
- Floyd Gottfredson
- Bob Gregory
- Francesco Guerrini
- Jan Gulbransson

## H
- Alessio Held
- Valerio Held
- Bas Heymans
- Mau Heymans
- Al Hubbard

## I
- Ub Iwerks

## J
- Daan Jippes
- Joaquin
- Ollie Johnston

## K
- Adolf Kabatek (Autor)
- Bob Karp (Autor)
- Walt Kelly
- Dick Kinney (Autor)

## L
- Antonio Lapane
- Alessandro del Lonte
- José Luis
- Lucio Leoni

## M
- Manrique
- Roberto Marini
- Frank McSavage
- Miguel Fernandec Martinez
- Silvano Mezzavilla
- Arild Midthun
- Freddy Milton
- Lara Molinari
- Bob Moore (Zeichner)
- Dick Moores
- Paolo Mottura
- Paul Murry
- Xavier Vives Mateu
- Marsal

## N
- Emanuela Negrin
- Marco Nucci

## P
- Pasquale
- Alessandro Pastrovicchio
- Giuseppe Perego

## R
- Giorgio Rebuffi
- Volker Reiche
- Ferran Rodriguez
- Ingo Römling
- Don Rosa
- Marco Rota
- Pierpaolo Rovero
- Jorge David Redo
- Lourdes Rueda

## S
- Giuseppe Dalla Santa
- Romano Scarpa
- Ulrich Schröder
- Win Smith
- Giampaolo Soldati
- Tony Strobl
- Moacir Rodrigues Soares
- Guido Scala

## T
- Al Taliaferro
- Sune Troelstrup
- Gil Turner

## V
- Noel Van Horn
- William Van Horn
- Ben Verhagen
- Vicar

## W
- Bill Walsh
- Bill Wright

## Z
- Silvia Ziche